# 8 дюймові 45 каліберні гармати EOC

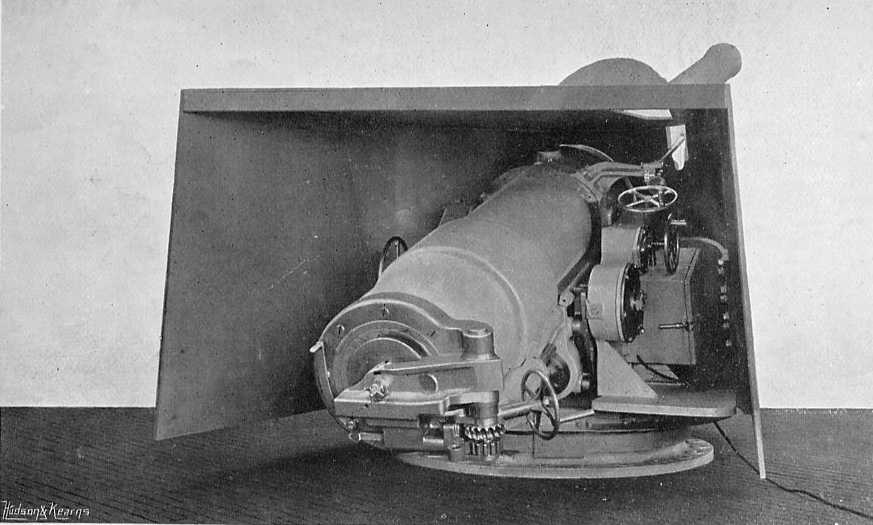
Італійська модифікація гармати EOC

8 дюймові 45 каліберні гармати EOC були сімейством 8 дюймових (203 міліметрових) морських гармат з довжиною ствола 45 калібрів, розроблені компанією Elswick Ordnance і виготовлені Armstrong з метою експорту до Першої світової війни. Крім виробництва у Великій Британії ліцензовані варіанти цих гармат випускалися в Італії та Японії. Користувачі цього сімейства гармат включали флоти Аргентини, Чилі, Китаю, Італії, Японії та Іспанії. Представники цього сімейство гармат застосовувалися під час Іспано-американської війни, під час придушення Боксерського повстання, Російсько-японської війни, Італо-турецької війни, у Першій світовій та у Другій світовій війнах. Крім функції корабельних гармат, вони використовувались у складі берегової артилерії та у якості облогової артилерії після того, як кораблі, на яких вона служила, були зняті з експлуатації.